# Restatements of the Law
En la jurisprudencia estadounidense, Restatements of the Law son un conjunto de tratados sobre temas legales que tratan de informar a los magistrados y abogados acerca de los principios generales del Common Law. En la actualidad hay cuatro series de nuevas exposiciones, todos publicados por el American Law Institute, una organización de jueces, juristas y profesionales fundada en 1923.